# Boksit
Boksit je najpomembnejša aluminijeva ruda. Sestavljen je večinoma iz aluminijevih mineralov gibsita Al(OH)3, bemita (γ-AlO(OH)), diaspora (α-AlO(OH)) in aluminijevega oksida dihidrata (Al2O3•2H2O), ki so pomešani z železovima oksidoma getitom in hematitom, glinencem kaolinitom in majhnimi količinami anatasa (TiO2). Ime je dobil po vasi Les Baux v južni Franciji, kjer je francoski geolog Pierre Berthier leta 1821 kot prvi ugotovil, da vsebuje aluminij.

## Nastanek
Lateritski (silikatni) boksiti se razlikujejo od kraških (karbonatnih) boksitov. 
Prve karbonatne boksite so odkrili v Evropi in na Jamajki na skladih karbonatnih kamnin apnenca in dolomita, kjer so nastali z lateritskim preperevanjem vrinjenih skladov glin ali iz netopnih glinenih ostankov apnenca.
Lateritski apnenci se nahajajo v glavnem v tropskih pokrajinah. Nastali so za lateritizacijo različnih silikatnih kamnin, na primer granita, gnajsa, bazalta, sienita in skrilavca. V primerjavi z železom bogatimi lateriti zahteva tvorba boksitov še ostrejše pogoje preperevanja na lokacijah z dobrim odvajanjem vode. Takšni pogoji omogočajo raztapljanje kaolinita in obarjanje gibsita. Predeli z najvišjo vsebnostjo aluminija so pogosto pod ferogenim površinskim slojem. Aluminijev hidroksid v lateritskih boksitnih skladih je skoraj izključno gibsit.
Leta 2007 je bila največji svetovni proizvajalec boksita Avstralija s skoraj tretjino svetovne proizvodnje. Sledili so ji Ljudska republika Kitajska, Brazilija, Gvineja in Indija. Svetovne potrebe po aluminiju strmo rastejo, vendar znane zaloge boksita zadostujejo za pokrivanje potreb po aluminiju za naslednjih nekaj stoletij. Zaradi visokih cen električne energije ima velik delež v proizvodnji aluminija reciklirani aluminij, ki še podaljšuje trajanje svetovnih rezerv.
Proizvodnja in poznane svetovne zaloge boksita v 1000 tonah so prikazane v naslednji preglednici. Podatki za leto 2008 so ocenjeni.
| Država                  | Proizvodnja | Proizvodnja | Rezerve    | Ocenjene rezerve |
| Država                  | 2007        | 2008        | Rezerve    | Ocenjene rezerve |
| ----------------------- | ----------- | ----------- | ---------- | ---------------- |
| Gvineja                 | 18,000      | 18,000      | 7,400,000  | 8,600,000        |
| Avstralija              | 62,400      | 63,000      | 5,800,000  | 7,900,000        |
| Vietnam                 | 30          | 30          | 2,100,000  | 5,400,000        |
| Jamajka                 | 14,600      | 15,000      | 2,000,000  | 2,500,000        |
| Brazilija               | 24,800      | 25,000      | 1,900,000  | 2,500,000        |
| Gvajana                 | 1,600       | 1,600       | 700,000    | 900,000          |
| Indija                  | 19,200      | 20,000      | 770,000    | 1,400,000        |
| Kitajska                | 30,000      | 32,000      | 700,000    | 2,300,000        |
| Grčija                  | 2,220       | 2,200       | 600,000    | 650,000          |
| Iran                    | -           | 500         | -          | -                |
| Surinam                 | 4,900       | 4,500       | 580,000    | 600,000          |
| Kazahstan               | 4,800       | 4,800       | 360,000    | 450,000          |
| Venezuela               | 5,900       | 5,900       | 320,000    | 350,000          |
| Ruska federacija        | 6,400       | 6,400       | 200,000    | 250,000          |
| Združene države Amerike | NA          | NA          | 20,000     | 40,000           |
| Druge države            | 7,150       | 6,800       | 3,200,000  | 3,800,000        |
| Skupaj (zaokroženo)     | 202,000     | 205,000     | 27,000,000 | 38,000,000       |

## Predelava
Boksit se koplje večinoma v odprtih kopih, ker je skoraj vedno na površini ali prekrit s tankim slojem jalovine. Približno 95% svetovne proizvodnje boksita se predela v glinico (aluminijev(III) oksid, Al2O3) in nato z elektrolizo v aluminij. Boksit se običajno sortira glede na njegov namen v boksit za metalurgijo, abrazive, cement, kemijo in temperaturno obstojne materiale.
Boksitna ruda se v tlačnih posodah segreva v raztopini natrijevega hidroksida pri temperaturi 150-200˚C, da se aluminijevi oksidi pretvorijo v vodotopne aluminate (Bayerjev postopek). Iz raztopine se nato s filtriranjem odstranijo netopnih ostanki (rdeče blato), potem pa se raztopina ohladi, da se začne izločati gibsit. Kristalizacijo pospeši cepljenje raztopine s fino granuliranim aluminijevim hidroksidom. Večino gibsita se nato s praženjem pretvori v aluminijev(III) oksid Al2O3. Aluminij se iz njegovega oksida pridobiva z elektrolizo taline. Oksidu se pred tem doda talilo kriolit, ki zniža njegovo tališče na približno 1000˚C. Postopek elektrolize se po njegovih odkriteljih leta 1886 imenuje Hall-Heroultov postopek.
Pred odkritjem Hall-Heroultovega postopka se je aluminij v majhnih količinah proizvajal neposredno iz rude. Ruda z dodatkom kovinskega natrija ali kalija se je segrevala v vakuumu. Obe kovini sta se pred tem proizvedli z elektrolizo njunih soli, tako da je bil postopek precej zapleten in zelo drag. 
Glinico po Bayerjevem postopku je nekoč proizvajala Kemična tovarna Moste v Ljubljani.